# 414 هـ
414 هـ هي سنة في التقويم الهجري امتدت مقابلةً في التقويم الميلادي بين سنتي 1023 و1024.

## مواليد
- أبو المظفر الفرغاني - فقيه وعالم بغدادي.
- ابن الهبارية

## وفيات
- أبو حيان التوحيدي
- أبو سعيد النقاش
- الكسكري
- عبد الرحمن المستظهر بالله
- عبد الله بن إسحاق البرزالي
- يحيى بن إبراهيم المزكي
- عبد الرحمن بن هشام المستظهر بالله